# Lökkupol

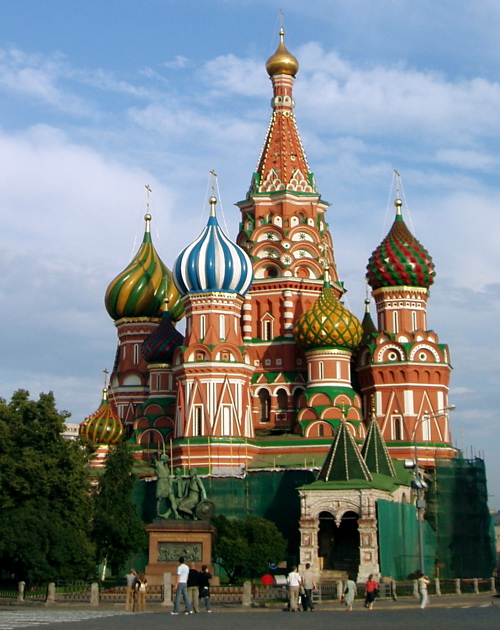
Vasilijkatedralen i Moskva, Ryssland.

Lökkupol är ett lökformigt takparti, vanligen en plåt- eller spånklädd träkonstruktion. Lökkupoler är vanligt på kyrkobyggnader och basilikor i östortodoxa kristna länder och det förekommer även på vissa barockkyrkor i bland annat Österrike.

## Kyrkobyggnader som har lökkupoler

### Sverige
Av Sveriges kyrkor har bland annat Leksands kyrka en lökkupol. Lökkupoler är även vanligt på jämtska klockstaplar. Frösö kyrka, Håsjö gamla kyrka, Åre gamla kyrka, Ovikens gamla kyrka och Håsjö nya kyrka är några jämtska kyrkor med klockstaplar med lökkupoler. Även Strömsunds tingshus, Östersunds rådhus och Jamtli har lökkupol för att associera till dessa.

### Utanför Sverige

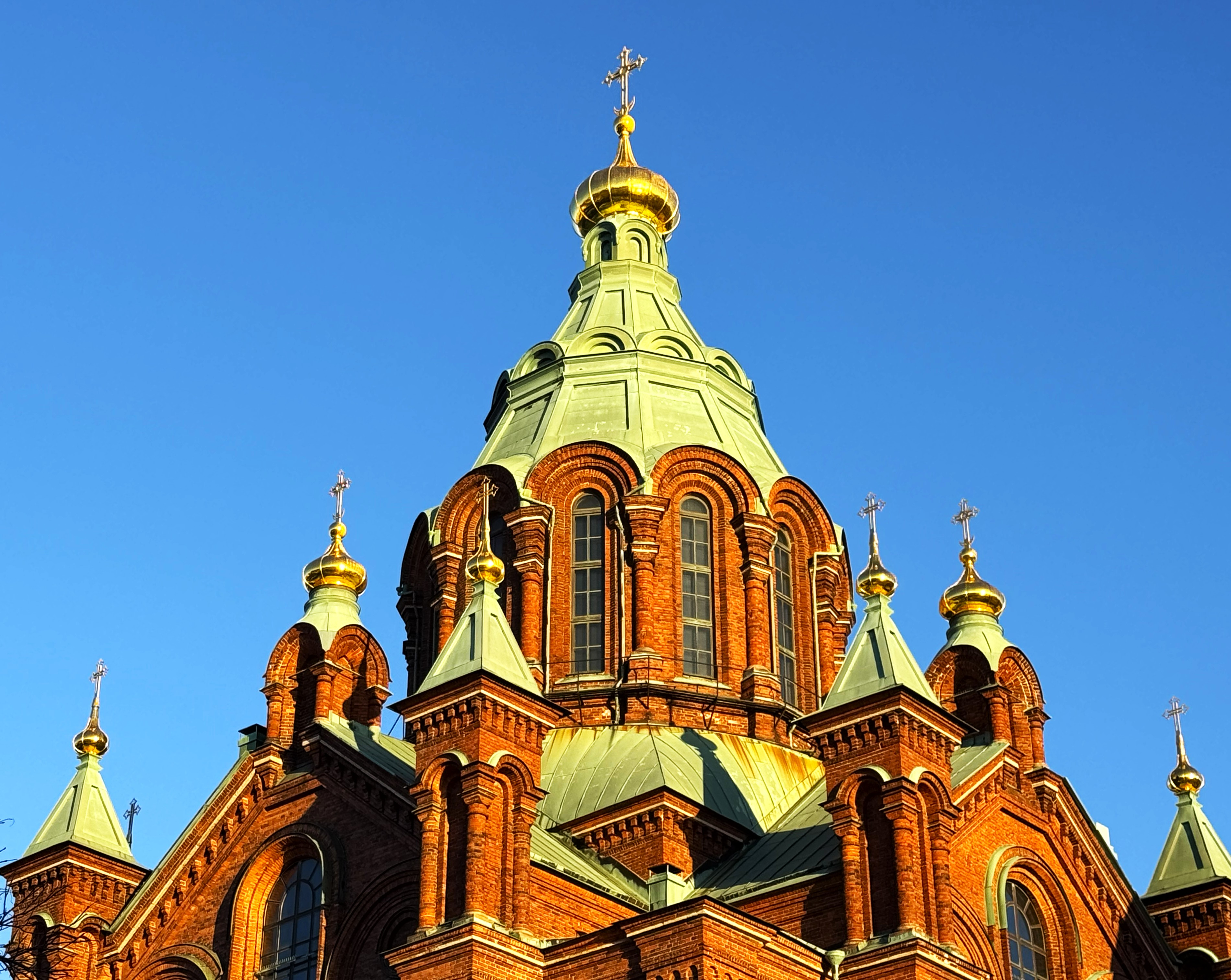
Lökkupoler på Uspenskijkatedralen i Helsingfors.

Några exempel på kyrkobyggnader utanför Sverige som har lökkupoler är Vasilijkatedralen i Moskva, Ryssland. I Moskva har även klocktornet Ivan den stores klocktorn och katedralerna (bland annat Marie Himmelfärdskatedralen) i Kreml lökkupoler. I andra gamla ryska städer med egna Kreml finns också sådana kyrkor, liksom även utanför de olika städernas Kreml och på landsbygden (ibland i trä).
I byn Ritešić, nära staden Doboj i Serbiska republiken, Bosnien och Hercegovina finns det serbisk-ortodoxa Ritešićklostret, som har lökkupoler.
Nära hamnen i Helsingfors, Finland kan man se bland annat den finsk-ortodoxa Uspenskijkatedralen som har lökkupoler i rysk stil.

## Övrigt
Ordet "lökkupol" är belagt i svenska språket sedan 1891.

## Bilder

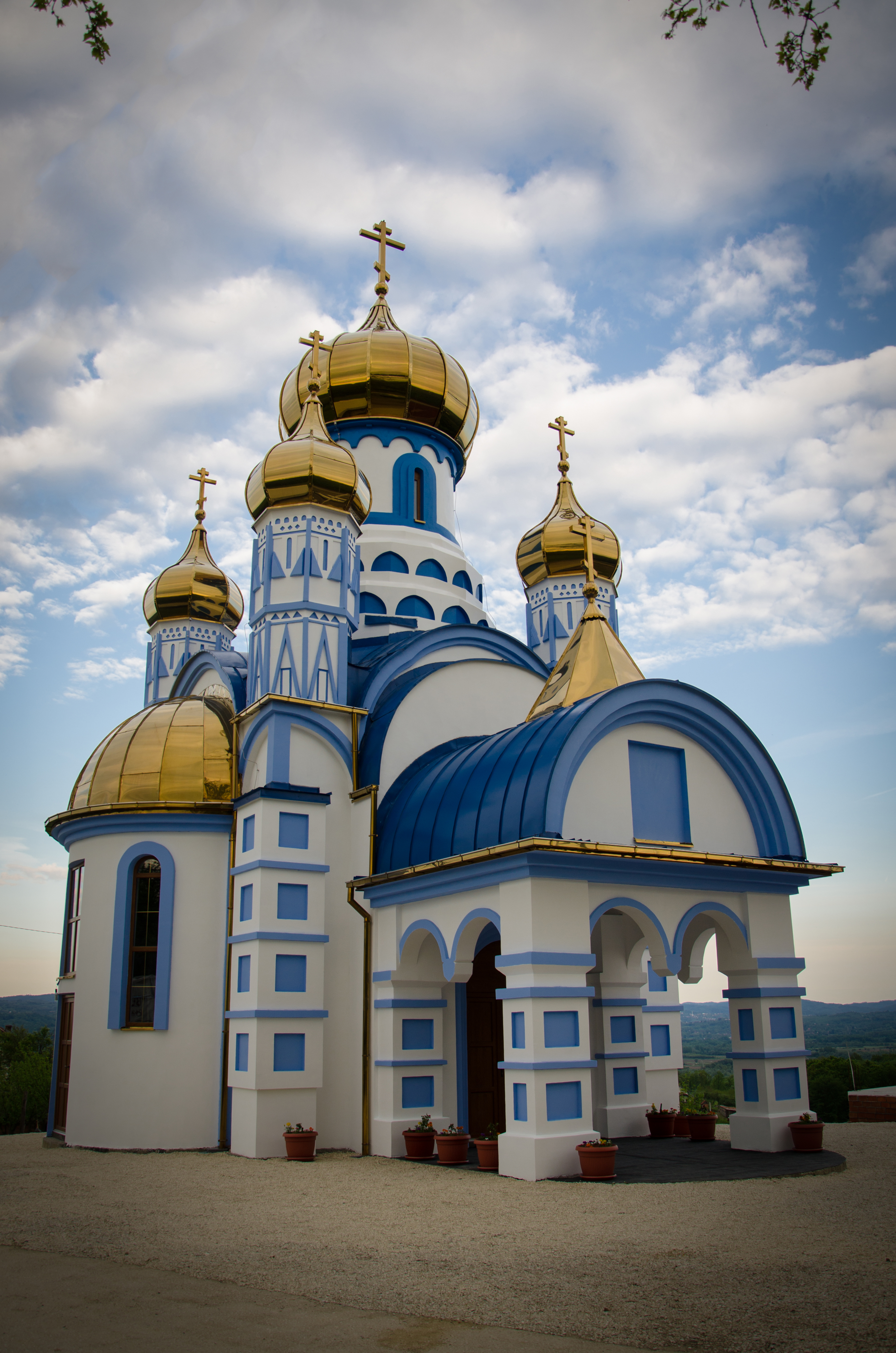
Ritešićklostret i Ritešić, Serbiska republiken, Bosnien och Hercegovina
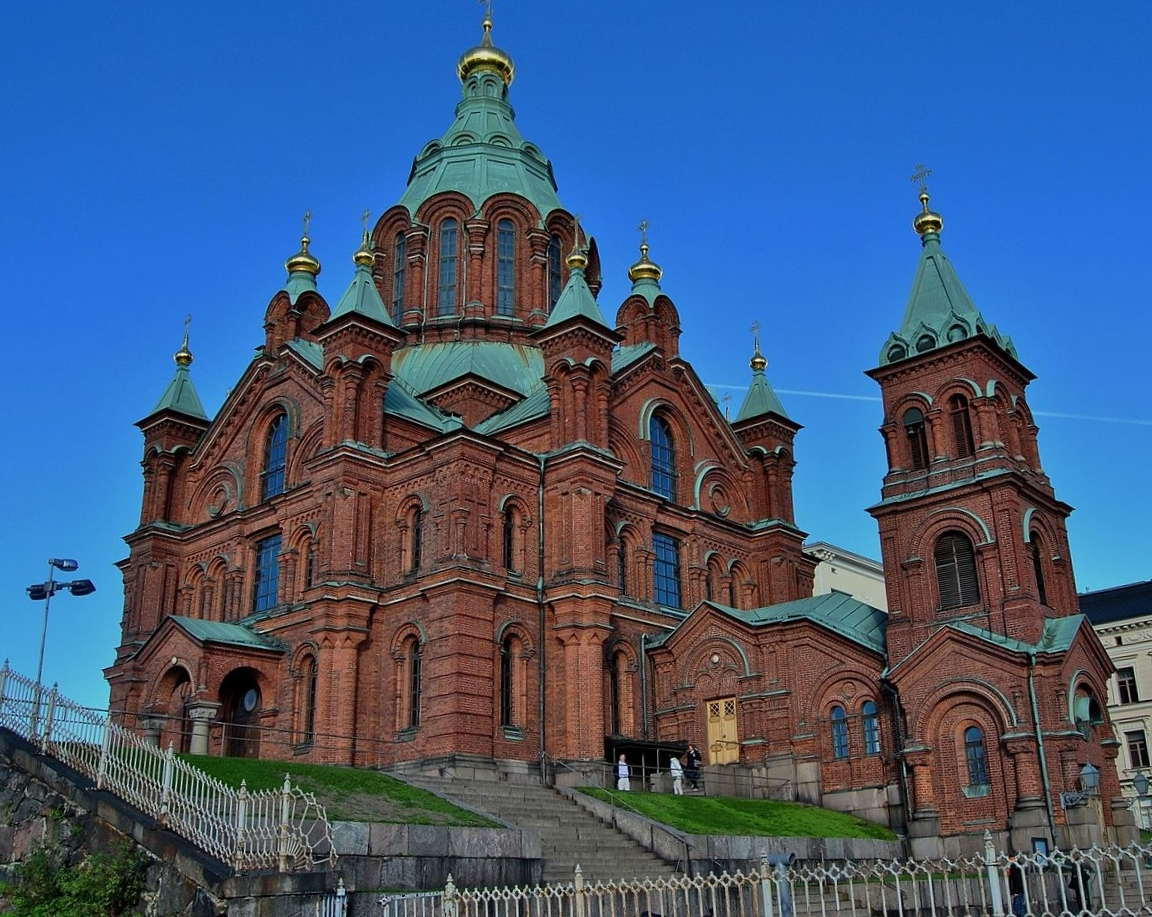
Uspenskijkatedralen i Helsingfors, Finland.